# Brighton & Hove Albion Football Club
 (septembre 2023).
Si vous disposez d'ouvrages ou d'articles de référence ou si vous connaissez des sites web de qualité traitant du thème abordé ici, merci de compléter l'article en donnant les références utiles à sa vérifiabilité et en les liant à la section « Notes et références ».
Pour les articles homonymes, voir BHA.
Maillots
Actualités
Le Brighton and Hove Albion Football Club est un club professionnel anglais de football basé dans l'autorité unitaire de Brighton et Hove, dans le Sussex de l'Est. Le club évolue depuis la saison 2017-2018 en Premier League (première division anglaise).
L'équipe est surnommée The Seagulls (« les Mouettes ») ou encore The Albion. Historiquement, le club joue avec un maillot de couleur bleu avec des bandes blanches même s'il a connu une période entièrement vêtue de blanc dans les années 1970, puis entièrement en bleu dans les années 1980. Crystal Palace est considéré comme le principal rival même si les deux clubs sont éloignés de plus de 60 kilomètres.
Fondé le 21 août 1901, Brighton a commencé à jouer en Southern Football League avant de grimper les échelons au cours des années 1920. Entre 1979 et 1983, le club connaît une période faste en accédant à la première division et en parvenant en finale de la FA Cup où il perd contre Manchester United. À la fin de cette même saison, le club est relégué. Les erreurs des dirigeants amenèrent Brighton proche de la relégation en Football Conference, évitée en 1997 et 1998. Une reprise du club sauva Brighton de la liquidation et lui permit de commencer à gravir à nouveau les échelons. En 2017 le club est promu en Premier League après 34 ans d'attente.

## Repères historiques

Logo du club jusqu'à l'été 2011.

- Fondé en 1901, le club adopte un statut professionnel en 1901 et rejoint la League en 1920 (Division 3).
- En 1979, le club accède pour la première fois de son histoire en Football League First Division (première division anglaise).
- En 1983, le club est relégué en seconde division, mais réussit à atteindre la finale de la FA Cup.
- En 2008, le club, qui évolue en Football League One (troisième division anglaise), réussit l'exploit d'éliminer le club de Manchester City lors des seizièmes de finale de la Carling Cup.
- En 2011, le club accède au Football League Championship (deuxième division anglaise) en remportant le championnat.
- En 2017, le club accède à la Premier League (première division anglaise).
- En 2023, le club accède pour la première fois de son histoire à la Ligue Europa.

## Bilan sportif

### Palmarès
| Compétitions nationales | Coupes nationales |
| - Championnat d'Angleterre (0) : - Meilleur classement : 6e en 2023. - Championnat d'Angleterre de deuxième division (0) : - Vice-champion : 1979 et 2017. - Championnat d'Angleterre de troisième division (3) : - Champion : 1958, 2002 et 2011. - Vice-champion : 1954 (Sud), 1956 (Sud) - Vainqueur des play-off : 2004. - Championnat d'Angleterre de quatrième division (2) : - Champion : 1965 et 2001. - Vice-champion : 1954 (Sud), 1956 (Sud). - Finaliste des play-off : 1991. - Southern Football League (1) : - Champion : 1910. | - Coupe d'Angleterre (0) : - Finaliste : 1983. - Community Shield (1) : - Vainqueur : 1910. - The Sussex Royal Ulster Rifles Charity Cup (2) : - Vainqueur : 1960. - Partagé : 1961 (avec Manchester City). |

### Bilan européen
Note : dans les résultats ci-dessous, le score du club est toujours donné en premier
| Saison    | Compétition  | Tour                | Club                   | Domicile | Extérieur | Total   |
| --------- | ------------ | ------------------- | ---------------------- | -------- | --------- | ------- |
| 2023-2024 | Ligue Europa | Groupe B            | Ajax Amsterdam         | 2 - 0    | 2 - 0     | Premier |
| 2023-2024 | Ligue Europa | Groupe B            | Olympique de Marseille | 1 - 0    | 2 - 2     | Premier |
| 2023-2024 | Ligue Europa | Groupe B            | AEK Athènes            | 2 - 3    | 1 - 0     | Premier |
| 2023-2024 | Ligue Europa | Huitièmes de finale | AS Rome                | 1 - 0    | 0 - 4     | 1 - 4   |

Légende
- Victoire ou qualification pour le tour suivant.
- Match nul.
- Défaite ou élimination de la compétition.

## Personnages du club

### Entraîneurs
Les tableaux suivants présentent la liste des entraîneurs du club depuis 1901.
| #  | Nom                 | Période   |
| -- | ------------------- | --------- |
| 1  | John Jackson        | 1901-1905 |
| 2  | Frank Scott-Walford | 1905-1908 |
| 3  | Jack Robson         | 1908-1914 |
| 4  | Charlie Webb        | 1919-1947 |
| 5  | Tommy Cook          | 1947      |
| 6  | Don Welsh           | 1947-1951 |
| 7  | Billy Lane          | 1951-1961 |
| 8  | George Curtis       | 1961-1963 |
| 9  | Archie Macaulay     | 1963-1968 |
| 10 | Freddie Goodwin     | 1968-1970 |
| 11 | Pat Saward          | 1970-1973 |
| 12 | Brian Clough        | 1973-1974 |
| 13 | Peter T. Taylor     | 1974-1976 |
| 14 | Alan Mullery        | 1976-1981 |
| 15 | Mike Bailey         | 1981-1982 |
| 16 | Jimmy Melia         | 1982-1983 |
| 17 | Chris Cattlin       | 1983-1986 |
| 18 | Alan Mullery        | 1986-1987 |
| 19 | Barry Lloyd         | 1987-1993 |
| 20 | Liam Brady          | 1993-1995 |
| 21 | Jimmy Case          | 1995-1996 |
| 22 | Steve Gritt         | 1996-1998 |
| 23 | Brian Horton        | 1998-1999 |
| 24 | Jeff Wood           | 1999      |

| #  | Nom                          | Période   |
| -- | ---------------------------- | --------- |
| 25 | Micky Adams                  | 1999-2001 |
| 26 | Martin Hinshelwood (intérim) | 2001      |
| 27 | Bob Booker (intérim)         | 2001      |
| 28 | Peter J. Taylor              | 2001-2002 |
| 29 | Martin Hinshelwood           | 2002      |
| 30 | Steve Coppell                | 2002-2003 |
| 31 | Bob Booker (intérim)         | 2003      |
| 32 | Mark McGhee                  | 2003-2006 |
| 33 | Dean Wilkins                 | 2006-2008 |
| 34 | Micky Adams                  | 2008-2009 |
| 35 | Dean White (intérim)         | 2009      |
| 36 | Russell Slade                | 2009      |
| 37 | Martin Hinshelwood (intérim) | 2009      |
| 38 | Gustavo Poyet                | 2009-2013 |
| 39 | Óscar García                 | 2013-2014 |
| 40 | Sami Hyypiä                  | 2014      |
| 41 | Nathan Jones                 | 2014      |
| 42 | Chris Hughton                | 2014-2019 |
| 43 | Graham Potter                | 2019-2022 |
| 44 | Roberto De Zerbi             | 2022-2024 |
| 45 | Fabian Hürzeler              | 2024-     |

### Joueurs

#### Effectif professionnel actuel
Le premier tableau liste l'effectif professionnel des Seagulls pour la saison 2025-2026. Le second recense les prêts effectués par le club lors de cette même saison.
En grisé, les sélections de joueurs internationaux chez les jeunes mais n'ayant jamais été appelés aux échelons supérieurs une fois l'âge-limite dépassé ou les joueurs ayant pris leur retraite internationale.

## Structures du club

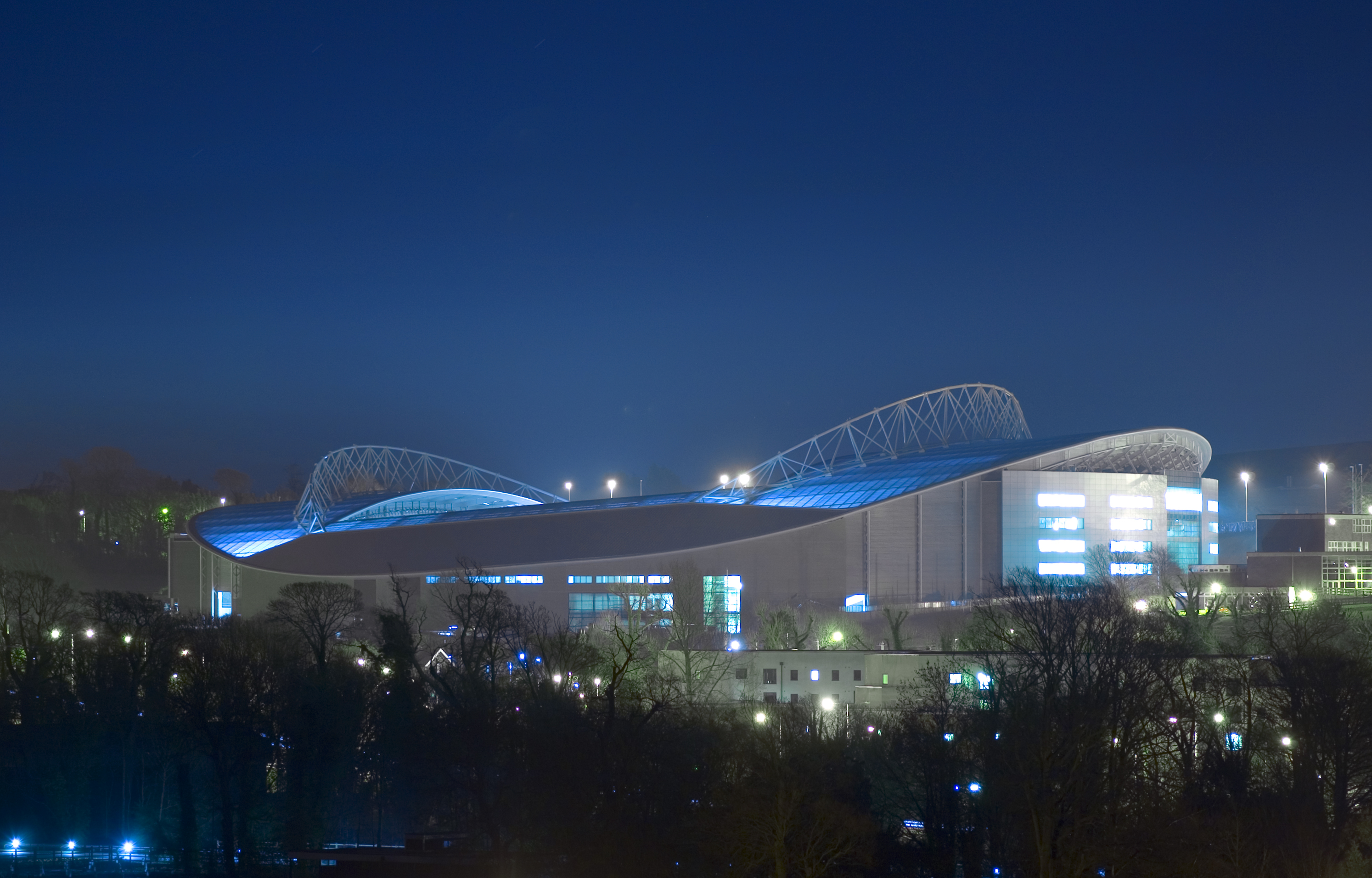
Une photographie du 'Falmer Staduim' (également appelé American Express Community Stadium) de nuit.

### Stade
Goldstone Ground

Lors de leur dernière saison au Goldstone, 1996–1997, les Seagulls étaient en danger de relégation de la Ligue de football. Ils ont remporté leur dernier match au Goldstone contre Doncaster Rovers, mettant en place un match de relégation gagnant-emporte-tout à Hereford United, qui étaient à égalité de points avec les Seagulls. Brighton a fait match nul 1–1 et Hereford a été relégué à la Conférence de football sur les buts marqués.

### Withdean Stadium
En raison du coût de l'enquête publique sur le permis de construire pour un nouveau stade, du loyer du Withdean Stadium, des frais payés pour utiliser le Priestfield Stadium de Gillingham et d'un déficit général en raison de la faible vente de billets inhérente à un petit terrain, le club avait un déficit accumulé de 9,5 millions de livres sterling en 2004. Le conseil d'administration en a payé 7 millions de livres ; les 2,5 millions de livres restants ont dû être prélevés sur les opérations du club. Dans un effort pour atteindre cet objectif, un appel de collecte de fonds connu sous le nom de Alive and Kicking Fund a été lancé, allant des cartes de Noël nues mettant en vedette les joueurs à un CD single sorti pour collecter des fonds. Le 9 janvier 2005, ce single de collecte de fonds 'Tom Hark' est entré directement à la 17e place du classement britannique, gagnant sa diffusion nationale sur BBC Radio 1.
Le club joue au Falmer Stadium appelé pour des raisons de sponsoring L'American Express Community Stadium ou plus simplement L'Amex. Il est inauguré le 6 août 2011 lors de la première journée de Championship. Brighton a joué et gagné ce match contre Doncaster grâce à un doublé de Will Buckley, les deux buts étant marqués en fin de match.
L'Amex a une capacité de 30 750 places et il a coûté environ 105 millions £.